# 莫克連希納
50°29′26″N 28°35′45″E / 50.49056°N 28.59583°E
莫克連希納（烏克蘭語：Мокренщина）是烏克蘭北部的村莊，隸屬日托米爾州的日托米爾區。該村始建於1643年，面積0.96平方公里，海拔高度221米，2001年人口155，人口密度每平方公里161.46人。